# Flagelação de Cristo (Cimabue)
A Flagelação de Cristo é uma pintura de painel do artista italiano Cimabue, em têmpera de ovo e folha de ouro sobre um painel de álamo, datada de c. 1280. É mantida pela Frick Collection em Nova York desde 1950, e é a única pintura de Cimabue nos Estados Unidos. A Coleção Frick adquiriu a pintura da galeria Knoedler, em Paris, em 1950. Anteriormente, havia sido propriedade do negociante de antiguidades M. Rolla no final do século 19,herdada por G. Rolla, e depois vendida ao marchand Eduardo Moratilla.

## Temática
A Flagelação de Jesus, também conhecido como Cristo na Coluna, é um episódio da Paixão de Cristo que aparece com bastante frequência na arte cristã, em ciclos da Paixão ou como um grande tema nos ciclos da Vida de Cristo. .
O evento é mencionado em três dos quatro evangelhos canônicos, em João 19:1, Marcos 14:65 e Mateus 27:26. Lucas 22:63–65 relata um episódio onde os guardas do Sinédrio surram e zombam de Jesus, mas não a flagelação nas mãos dos romanos. A flagelação é um prelúdio usual à condenação pela crucificação sob o direito romano. Na Paixão de Cristo, o evento precede a Zombaria de Jesus e a Coroa de Espinhos e está contido no episódio mais amplo da Corte de Pilatos.

## História
Pintados em seus últimos anos, os quadros mostram a assimilação de Antonello das primeiras influências holandesas e venezianas em uma arte madura. Por muito tempo, o tamanho pequeno incomum e a visão de perto do assunto levaram os estudiosos a pensar que a obra havia sido cortada e originalmente estendida para baixo, e que originalmente um parapeito separava Cristo dos observadores. Esta teoria provou-se estar errada.

## Descrição
Na pintura, Cristo, nu, mas por uma tanga, está preso a uma coluna de mármore que se eleva ao centro da cena, dividindo-a em duas metades. Ele está sendo açoitado por duas figuras, uma para cada lado, com roupas de cores alegres.
O Cristo angustiado olha para o espectador com calma. Edifícios altos da cidade ao fundo são retratados com perspectiva invertida bizantina emolduram a cena. A figura de Cristo é fortemente influenciada pela do Crucifixo de Cimabue em Santa Cruz, enquanto os torturadores em roupas brilhantes lembram a Escola de Siena e os edifícios de fundo estilizados da escola romana, esta última influência já assumida pela oficina de Cimabue na Vida dos Apóstolos na Basílica de São Francisco de Assis.